# هاب اینترنشنال
هاب اینترنشنال (انگلیسی: Hub International) شرکت بیمه آمریکایی است، که در سال ۱۹۹۸ تأسیس شد.